# هانا سوخوتسکا
هانا سوخوتسکا (انگلیسی: Hanna Stanisława Suchocka؛ زادهٔ ۳ آوریل ۱۹۴۶) یک سیاست‌مدار اهل لهستان است. وی از ژوئیه ۱۹۹۲ تا اکتبر ۱۹۹۳ نخست‌وزیر این کشور بود.

## نگارخانه

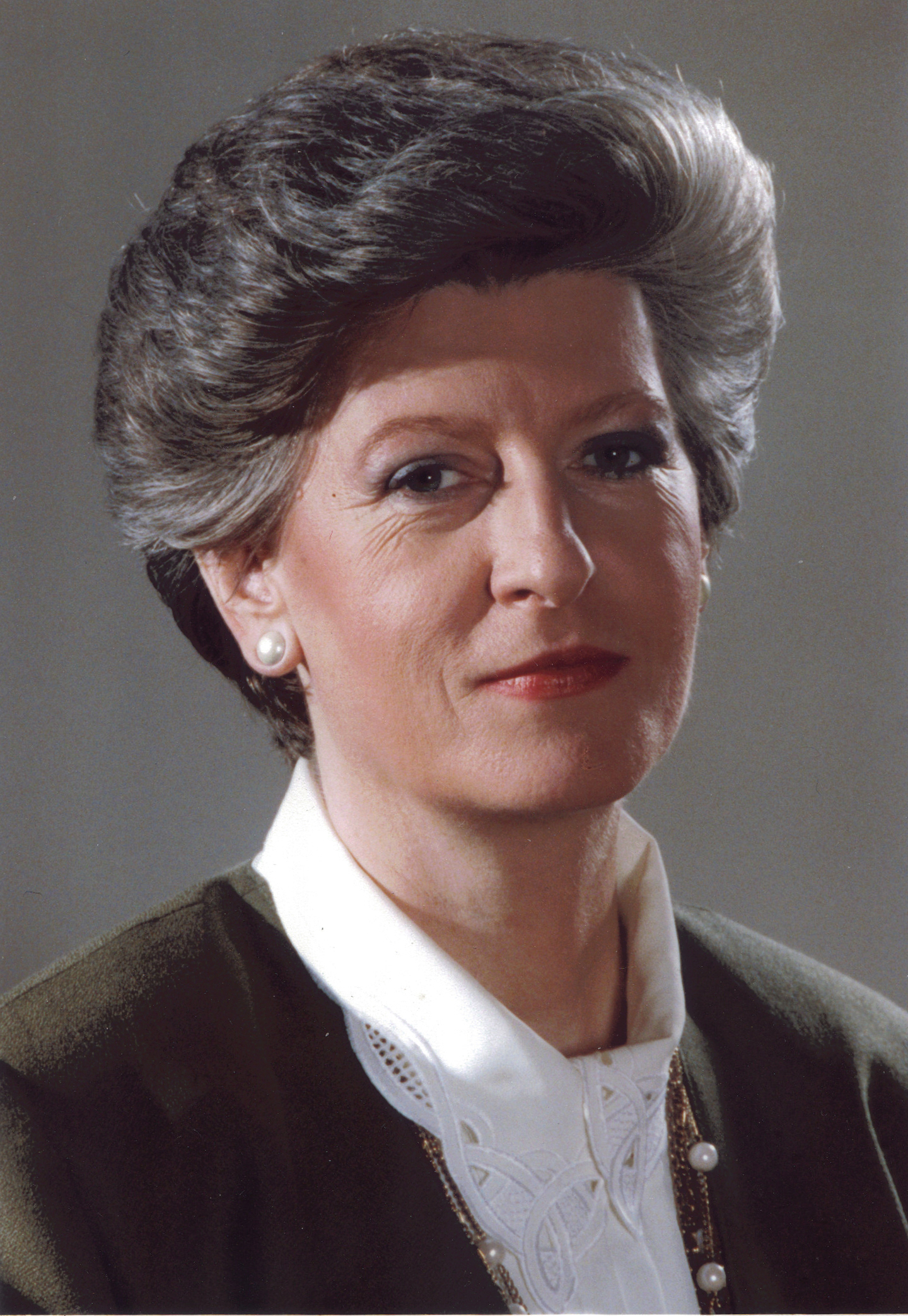